# Tiếng Baloch
Tiếng Baloch (tiếng Balochi: بلۏچی, đã Latinh hoá: Balòci) là một ngôn ngữ thuộc phân nhóm Tây Bắc, ngữ chi Iran. Nó là ngôn ngữ chính của người Baloch, tại Balochistan.

## Ngữ âm

### Nguyên âm
Hệ thống nguyên âm tiếng Baloch gồm ít nhất tám nguyên âm: năm nguyên âm dài và ba nguyên âm ngắn. Những nguyên âm dài là /aː/, /eː/, /iː/, /oː/, và /uː/. Những nguyên âm ngắn là /a/, /i/ and /u/.
Phương ngữ Nam Baloch (ít nhất là tại Karachi) còn có nguyên âm mũi hóa, nổi bật nhất là /ẽː/ and /ãː/.

### Phụ âm
Bản phụ âm dưới đây là chung cho cả phương ngữ Tây Baloch và Nam Baloch. Các phụ âm /s/, /z/, /n/, /ɾ/ và /l/ là các âm chân răng trong phương ngữ Tây Baloch, ít nhất có /ɾ/ được xem là âm răng trong phương ngữ Nam Baloch. Các âm tắc /t/ và /d/ được xem là âm răng trong cả hai phương ngữ.
|          | Môi | Răng | Chân răng | Quặt lưỡi | Vòm-chân răng | Vòm | Ngạc mềm | Thanh hầu |
| -------- | --- | ---- | --------- | --------- | ------------- | --- | -------- | --------- |
| Tắc      | p b | t d  |           | ʈ ɖ       |               |     | k ɡ      | ʔ         |
| Tắc xát  |     |      |           |           | t͡ʃ d͡ʒ         |     |          |           |
| Xát      |     |      | s z       |           | ʃ ʒ           |     |          | h         |
| Vỗ       |     |      | ɾ         | ɽ         |               |     |          |           |
| Mũi      | m   |      | n         |           |               |     |          |           |
| Tiếp cận | w   |      | l         |           |               | j   |          |           |

Ghi chú
1. ↑  Những từ với /ʒ/ không phổ biến.
2. ↑  Âm /h/ đứng đầu từ thường được bỏ đi trong tiếng Baloch nói tại Karachi.
3. ↑  Âm vỗ quặt lưỡi rất hiếm gặp.

Thêm vào đó, /f/ được ghi nhận ở phương ngữ Nam Baloch, nhưng chỉ có ở vài từ. /x/ (âm xát ngạc mềm vô thanh) có trong vài từ mượn ở phương ngữ Nam Baloch, tương ứng với /χ/ (âm xát lưỡi gà vô thanh) trong phương ngữ Tây Baloch; and /ɣ/ (âm xát ngạc mểm hữu thanh) có trong vài từ mượn ở phương ngữ Nam Baloch, tương ứng với /ʁ/ (âm xát lưỡi gà hữu thanh) trong phương ngữ Tây Baloch.

## Ngữ pháp
Cấu trúc thông thường là chủ–tân–động (SOV). 